# إليزابيث دوغلاس مكليلاند
إليزابيث دوغلاس مكليلاند (منذ عام 1879 حتى عام 1920) مهندسة معمارية إنجليزية. وهي معروفة بكونها حاملة لـ «رسالة إنسانية» تخص حق المرأة في التصويت إلى رئيس الوزراء.

## حياتها
ولدت إليزابيث دوغلاس مكليلاند في 20 مايو 1879 في كيلي، يوركشاير، والدها جون مكليلاند، كان يعمل محاسبًا، ووالدتها إبيسي مكليلاند (ني روبنسون). عُمّدت في إيلكلي في 19 يوليو من نفس العام. درست هندسة العمارة، وكانت الطالبة الوحيدة من بين 600 رجل في مدرسة المعمارية للفنون التطبيقية في لندن، ووُصفت بأنها أول امرأة تمارس عملها كمهندسة معمارية، ولكن لا يُعتبر هذا دقيق جدًا.
تُظهر الرسومات المعمارية أنها كانت تعمل كمهندسة معمارية بحلول عام 1904. وأصبحت من رواد الدفاع عن حق المرأة في التصويت في القرن العشرين، وتزوجت من وليام ألبرت سبنسر في عام 1912 وانتقلت إلى ويتشرش لين. أنجبت إليزابيث ثلاثة أطفال قبل أن يموتوا بعد الولادة. وفقًا لعائلتها، حصلت على خدمة شاي فضية من قبل الملكة تقديرًا لمساهمتها في أمور تخص حقوق المرأة. ويُقال إن زوجها باع ذلك بعد وفاتها.

## نشاطها في الدفاع عن حقوق المرأة
أكثر ما يُعرف عن مكليلاند في مجال دفاعها عن حقوق المرأة هو إرسالها لإعطاء «رسالة إنسانية» إلى رئيس الوزراء هربرت أسكويث في 23 فبراير 1909. سمح مكتب البريد في ذلك الوقت للأفراد بنشر رسائلهم بواسطة وسيط، ولذلك أُرسلت مكليلاند وزميلتها ديزي سولومون، المدافعة أيضًا عن حقوق المرأة في التصويت من قبل جيسي كيني وكريستابيل بينكورست في لندن، ونقلته السيدة دروموند إلى مكتب بريد إيست ستراند. كانت ديزي دوروثيا سولومون من جنوب إفريقيا وكانت أيضًا ابنة إحدى رواد الدفاع عن حق المرأة في التصويت جورجيانا سولومون.
توجهتا إلى العنوان: «ذا رايت هون ه.ه أسكويث، 10 شارع داونينغ إس دبليو». بسعر ثلاثة طوابع، وسلمهم إيه إس بالمر، وهو صبي مرسال تلغراف إلى شارع داونينغ، حيث سمح لهم رجال الشرطة الموجودين في الخدمة بالمرور حتى وصلوا إلى النقطة 10، وفي تلك المرحلة، خرج مسؤول و«على الرغم من احتجاج السيدات بأنهم دفعوا مقابل رسالتهم» أخبروهم أنهم لا يستطيعون المرور من هنا، وأنه يجب عليهم العودة، فهم رسائل ميتة (بريد غير قابل للتسليم). أعيدت إليزابيث وديزي إلى مكاتب الاتحاد الاجتماعي والسياسي للمرأة. وقيل إن رئيس الوزراء «كان مستمتعًا» أثناء سماعه عن الحادث. يمكن رؤية الصورة في الصفحة الأمامية من صحيفة ديلي ميرور على موقع المتحف البريدي والأرشيف.
في سبتمبر 1913، وضعت السيدة إليزابيث سبينسر إعلانًا سريًا في صحيفة أصوات للنساء المؤيدة لحقوق المرأة في التصويت (ص 732) واصفة نفسها: «مهندسة للمنازل والبيوت الريفية غير المألوفة. نصمم وننفذ الأثاث والزخارف بألوان الاقتراع. مكان العمل في استوديو إيه، شارع 22 بومفيلد، كينسينغتون».